# Torre de Can Valentí
La Torre de Can Valentí és una obra de Montcada i Reixac (Vallès Occidental) inclosa a l'Inventari del Patrimoni Arquitectònic de Catalunya.

## Descripció
Aquesta casa d'estiueig presenta una fisonomia inspirada en les pròpies masies de la contrada amb teulada a dues vessants i una sola planta. La coberta presenta poca inclinació, un ràfec incipient constituït per una doble filada de teules decoratives. La façana presenta una distribució simètrica de tots els seus elements amb una porta d'arc rodó i sengles finestres a cada costat de la mateixa tipologia que la porta. Murs arrebossats amb simulació de pedres cantoneres.
Tot l'edifici es troba construït sobre una plataforma, se suposa que és en part originària per la morfologia del terreny i, per la part davantera i els laterals, està reforçada per un mur front l'erosió del terra. A partir d'aquest mur s'origina una barana que envolta la casa així com l'assentament d'una pèrgola circumdant, sostinguda per columnes rodones i llises amb capitells jònics per la part de la barana, i després, per l'interior, directament a la paret mitjançant l'embigat.

## Història
És una de les cases d'estiueig i segona residència de la família Valentí.